# Ciprian Porumbescu (gmina)
Ciprian Porumbescu – gmina w Rumunii, w okręgu Suczawa. Obejmuje tylko jedną miejscowość Ciprian Porumbescu. W 2011 roku liczyła 1840 mieszkańców.